# غراهام موغتون
غراهام موغتون (بالإنجليزية: Graham Moughton)‏ (مواليد 2 ديسمبر 1948) هو ملاكم من المملكة المتحدة، مثّل بلاده في الألعاب الأولمبية الصيفية 1972.

## روابط خارجية
غراهام موغتون على موقع أوليمبيديا (الإنجليزية)
- غراهام موغتون على موقع اللجنة الأولمبية البريطانية (الإنجليزية)